# Michael Hornstein
Michael Hornstein (Konstanz, 29 september 1962) is een Duitse jazzzanger.

## Biografie
Hornstein begon op 10-jarige leeftijd met pianospelen en stapte op 14-jarige leeftijd over op de altsaxofoon. Aanvankelijk als autodidact onder invloed van Charlie Parker, studeerde hij later muziek aan de Musikhochschule Graz. In 1983 ontving Hornstein een studiebeurs en ging hij naar het Berklee College of Music in Boston. Hij werkte aanvankelijk op het gebied van modern creative jazz met onder andere Fred Braceful, Sunny Murray, Joe Madrid, Albert Mangelsdorff, Udo Lindenberg, Hector Martignon, Blank & Jones, Bob Dorough, Billy Hart, Peter Bockius en Gary Peacock.
Sinds het begin van de jaren 1990 verkent hij het spectrum tussen jazz, hedendaagse concertmuziek en elektronische clubcultuur in diverse live- en studioprojecten. Hornstein is als saxofonist, componist en muziekproducent vertegenwoordigd met de nummers Carma en Boom Boom op twee nummers van Café del Mar.
Sinds 1998 presenteert hij zijn muziek voor het Goethe-Institut in Mexico, Cuba, Griekenland, Spanje, Servië, Bosnië en Georgië. Als componist en producent, ook van elektronische muziek, is hij verantwoordelijk voor een aantal opdrachtcomposities voor ARTE en ARD, evenals voor experimentele korte films en kunstvideo's. Verdere concertreizen brachten hem naar de Verenigde Staten, Zwitserland, Frankrijk, Italië, Griekenland, Oostenrijk, Colombia, Thailand en China. De laatste jaren trad hij ook op in een duo met toetsenist Oliver Hahn en in een trio of kwartet met Walter Lang, Walter Bittner en Manolo Diaz.
Naast zijn concertactiviteiten geeft Hornstein sinds de jaren 1980 les en geeft hij ook workshops over tournees voor Goethe-instituten. In 2003 werd hij benoemd tot gastprofessor aan de Pontificia Universidad Javeriana Universiteit Bogotá. Sinds 2004 is hij ook werkzaam als producent van internationale folklore met een focus op Latijns-Amerika en heeft hij in tal van Latijns-Amerikaanse landen muziek in opdracht geproduceerd, bijvoorbeeld in Cuba in 2008 met leden van de Buena Vista Social Club.

## Discografie
- 1993: Langsames Blau, Enja, met Chris Lachotta en Fred Braceful
- 1994: Dry Red, Edition Collage, met Roberto Di Gioia
- 1996: Innocent Green, Enja, met  Gary Peacock, Billy Hart, Roberto Di Gioia
- 2003: Danza Mestiza (Milenium), Colombia
- 2005: Draught, Leo Records
- 2006: Let It Go, Spice Records
- 2009: Summertime Opium, Spice Records
- 2015: But for Now, Enja, met Bob Dorough en Tony Marino
- 2017: Playgrounds, met Roberto Di Gioia
- 2019: Ellington Now, met Oliver Hahn